# Gospodarka Republiki Środkowoafrykańskiej
Gospodarka Republiki Środkowoafrykańskiej – gospodarka rynkowa, jeden z najbiedniejszych i najmniej rozwiniętych krajów świata. Najważniejszą gałęzią gospodarki jest rolnictwo, które stanowi 58% PKB kraju. Według danych Banku Światowego w 2016 roku PKB Republiki Środkowoafrykańskiej wyniosło prawie 1,8 mld USD, co zapewniło mu 172. miejsce (z 193 miejsc) na świecie według wielkości nominalnej PKB.
Republika Środkowoafrykańska jest słabo zaludnionym państwem bez dostępu do morza. Bardzo duże znaczenie w gospodarce narodowej ma rolnictwo, które zapewnia pracę większości mieszkańców kraju. Jest jednak mało wydajne i słabo zmechanizowane, ale zapewnia większość podstawowych potrzeb żywnościowych ludności. Z powodu niskich dochodów coraz więcej mieszkańców przeprowadza się do miast, a wskaźnik urbanizacji rośnie średnio 2,6% rocznie.
Gospodarka zdominowana jest przez kapitał zagraniczny, głównie francuski, ale władze państwa starają się przyciągnąć inwestorów z innych państw, w tym z Libii, Tajwanu, Chin, Niemiec i Japonii. Pod presją Banku Światowego oraz Międzynarodowego Funduszu Walutowego w latach 80. i 90. XX wieku Republika Środkowoafrykańska zmniejszyła wydatki rządowe, zliberalizowała ceny, sprywatyzowała część przedsiębiorstw państwowych, dewaluowała franka CFA oraz wprowadziła dotacje dla rolnictwa i leśnictwa. Po tym jak Francja zmniejszyła swoje zobowiązania finansowe wobec dawnych kolonii finanse kraju uległy znacznemu pogorszeniu.
W 2018 roku Republika Środkowoafrykańska zajęła 184. miejsce (na 190) w rankingu Doing Business.

## Sektory gospodarki

### Rolnictwo i leśnictwo
Rolnictwo jest największym sektorem i podstawą gospodarki Republiki Środkowoafrykańskiej. Ponad ¾ siły roboczej kraju zatrudniona jest w tym sektorze, ale lata konfliktu doprowadziły do zmniejszenia się plonów oraz spadku wydajności gospodarstw. Pomimo dużych zasobów wodnych, obfitych deszczów oraz rozległych terenów uprawnych jedynie 5% użytków rolnych jest eksploatowanych. Najwięcej uprawia się kukurydzy, bawełny, herbaty, prosa, orzechów arachidowych oraz sorgo. Uprawą ziemi zajmują się głównie kobiety.
Znaczną część kraju pokrywają lasy deszczowe, z których pozyskiwane jest drewno na sprzedaż. Eksport drewna jest głównym źródłem obcych walut, ale z powodu dużego uzależnienia od rynków międzynarodowych gospodarka stała się podatna na duże wahania cen.

### Przemysł
Sektor przemysłowy jest mało rozwinięty i skoncentrowany głównie w stolicy kraju, Bangi. Opiera się głównie na produkcji drewna, piwa, odzieży oraz włókien. Bardzo duże znaczenie odgrywa przemysł wydobywczy, szczególnie złota i diamentów; w 2013 roku eksport diamentów był wart 62 mln USD, a Republika Środkowoafrykańska była 12. największym producentem tego surowca na świecie.
Dzięki dużym zasobom wodnym, 89% energii elektrycznej wytwarzana jest przez elektrownie wodne.

### Turystyka
Wojna domowa, słabo rozwinięta infrastruktura oraz niewielka sieć hoteli utrudniają rozwój turystyki, pomimo licznych atrakcji przyrodniczych znajdujących się na terenie kraju. W kraju znajdują się cztery parki narodowe oraz kilka parków safari, w których można zobaczyć m.in. nosorożce, goryle i bawoły.

### Bankowość
Sektor finansowy w Republice Środkowoafrykańskiej jest najmniejszy spośród wszystkich krajów Wspólnoty Gospodarczej Państw Afryki Środkowej (stanowi 17,6% PKB). Oprócz oddziału Banku Państw Afryki Środkowej na terenie kraju działają 4 banki komercyjne (które posiadają 93% aktywów całego systemu finansowego państwa), 11 instytucji finansowych, 2 banki pocztowe, 2 towarzystwa ubezpieczeniowe oraz fundusz ubezpieczeń społecznych. Mniej niż 1% mieszkańców Republiki posiada konto bankowe.

## Handel zagraniczny
Republika Środkowoafrykańska ma ujemny bilans handlu międzynarodowego. W 2015 roku wartość eksportu wyniosła 128 mln USD, a wartość importu wynosiła 247 mln USD. Największymi partnerami handlowymi Republiki były Francja, Włochy, Kamerun, Chiny oraz Stany Zjednoczone.
Głównymi towarami eksportowymi w 2015 roku były drewno i produkty drewniane (77%), kawa (7%), bawełna (5%), papierosy oraz minerały (po 2%). W 2015 roku najwięcej importowała leków (7%), uzbrojenia (6%), samochodów, prefabrykatów (po 5%) oraz telefonów komórkowych (4%).

## Infrastruktura

### Lotnicza
W 2013 roku w Republice Środkowoafrykańskiej działało 39 lotnisk, z czego 2 miały utwardzone pasy startowe. Największym  z nich jest Międzynarodowy Port Lotniczy w Bangi. W kraju zarejestrowane są dwie linie lotnicze, które w 2015 roku obsłużyły 46 364 pasażerów.

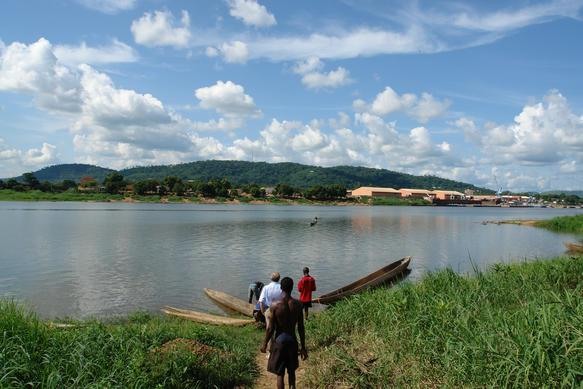
Rzeka Ubangi, choć okresowo nieprzydatna, jest jednak ważnym szlakiem komunikacyjnym.

### Kolejowa
Jedyna linia kolejowa działająca w Republice Środkowoafrykańskiej została zamknięta w 1962 roku. Obecnie planowana jest budowa dwóch linii kolejowych: Bangi – Kribi (Kamerun) oraz Bangi – Ndżamena (Czad).

### Drogowa
W 2010 roku W Republice Środkowoafrykańskiej istniało 20 278 km dróg, z czego 1 385 km to drogi o utwardzonej powierzchni.

### Telekomunikacyjna
W 2016 roku 4,6% mieszkańców kraju posiadało dostęp do Internetu, a z telefonii komórkowej korzystało 982 osób (18 na 100 mieszkańców).